# Carl Anton Saabye
Carl Anton Saabye, född 26 augusti 1807 i Köpenhamn, död 25 april 1878 i Köpenhamn, var en norsk (ursprungligen dansk) skådespelare och teaterdirektör. Han var direktör för Christiania Offentlige Theater från 1831.
Han var född i Danmark, och engagerades vid Oslos första pionjärteater år 1828, när Norge saknade utbildade aktörer. Han blev en av teaterns främsta krafter, och fick mest uppmärksamhet i tragiska roller. Han efterträdde Jens Lang Bøcher som direktör 1831. Under sin tid som direktör fortsatte han sin föregångares danska politik på teatern, som under hans tid nästan uteslutande hade danska aktörer anställda.